# Химрич
Хи́мрич — село в Україні, у Житомирському районі Житомирської області. Входить до складу Романівської селищної громади. Населення становить від 150 людей(2022)
Село знаходиться за 21 км від Романова. За 2 км знаходиться залізнична станція Печанівка.
В селі діяв музей відомих хліборобів родини Марцун. Не працює більше 4 років.

## Географія
Селом протікає річка Руда. На північній стороні від села пролягає автошлях Т 2309.

## Історія
У 1906 році село Миропільської волості Новоград-Волинського повіту Волинської губернії. Відстань від повітового міста 60 верст, від волості 7. Дворів 26, мешканців 223.
Колишній орган місцевого самоврядування — Камінська сільська рада.